# NGC 2071
NGC 2071 è una nebulosa diffusa visibile nella costellazione di Orione; fa parte del grande complesso di nubi di Orione.

## Osservazione
Si individua con un telescopio semiprofessionale o nelle foto a lunga posa poco a nord della ben nota M78; si trova sul bordo interno del grande anello di gas noto come Anello di Barnard. Il periodo di massima osservabilità nel cielo serale ricade nei mesi tardo-autunnali e invernali boreali (o estivi australi); grazie alla sua posizione a cavallo dell'equatore celeste può essere osservata senza difficoltà da tutte le regioni popolate della Terra.

## Caratteristiche
Si tratta di una brillante nebulosa a riflessione distante circa 390 pc e immersa nel complesso nebuloso di Orion B, di cui costituisce la parte più protesa verso nordest, che fa a sua volta parte del Complesso nebuloso molecolare di Orione; possiede al suo interno una grande popolazione di stelle T Tauri e una piccola nube di idrogeno ionizzato individuata alla banda delle onde radio e catalogata come NGC 2071-OH, al cui interno è presente una stella massiccia ancora avvolta nel suo bozzolo originario. Nella nube è noto anche un getto bipolare altamente collimato e ben osservabile nella banda del CO; alcuni studi condotti nella linea dell'NH3 hanno mostrato la presenza nella zona centrale da cui si originano i getti di una nube di ammoniaca a forma di disco, che ruoterebbe attorno a un asse coincidente con la direzione del getto bipolare. Alla banda del lontano infrarosso è stata individuata una sorgente vagamente sferica sovrapposta a questa struttura, con un diametro apparente di circa 12", pari a 4700 UA nella banda dei 50 μm, mentre a 100 μm la sorgente raggiunge i 16" (6200 UA).
L'ammasso principale della nube, al cui interno si trova il getto descritto, è invece catalogato come NGC 7021IR: si trova in un settore periferico di NGC 2071, possiede un diametro di circa 30" ed è formato da otto sorgenti infrarosse distinte con una luminosità totale di 520 L☉, il che suggerisce che sono in atto fenomeni di formazione stellare di media massa. Le prime controparti ottiche scoperte di queste sorgenti infrarosse corrispondono a IRS 1 e IRS 3, che appaiono separate fra loro da 6"; la prima domina l'ammasso nella banda del vicino infrarosso, mentre la seconda è maggiormente visibile a lunghezze d'onda superiori.
Nei pressi della nebulosa, in direzione nordovest, è noto fin dagli anni settanta un maser a OH consistente di due componenti aventi una velocità radiale relativamente simile fra loro; questo, assieme alla presenza di un maser ad acqua scoperto sempre in quegli anni, rafforza l'ipotesi secondo cui questa parte del complesso nebuloso sia stata anche la sede di fenomeni di formazione stellare recenti. Associato al maser ad acqua è stato scoperto sul finire degli anni novanta un oggetto HH, catalogato come HH 437.